# Szymon Krzeszowiec
Szymon Krzeszowiec (prononciation : ʃɨmɔn kʒɛʃɔviɛt͡s; né le 20 avril 1974 en Tychy, Pologne est un violoniste polonais, musicien de chambre et pédagogue. Premier violoniste du Quatuor Silésien et musicien du Trio Aristos.

## Biographie
Szymon Krzeszowiec commence au Conservatoire de Musique Moniuszko, il a été lauréat de plusieurs concours de musique en Pologne et il a participé plusieurs fois aux académies d’été à Łańcut et à Żagań. 
Entre 1993 et 1997, il continue ses études à Amsterdam aux Pays-Bas, chez le professeur Herman Krebbers.

## Vie artistique

### Soliste
En tant que soliste, il a joué dans des orchestres comme : NOSPR, Sinfonia Varsovia, Orchestre Philharmonique de Silésie.

### Coopération avec des pianistes
Szymon Krzeszowiec joue avec des pianistes: Maria Szwajger-Kułakowska et Wojciech Świtała. Avec ce dernier, il a enregistré ldes Sonates pour piano et violon de Johannes Brahms sur CD. Cet album a été publié chez Sony Classical et a été nommé au prix du disque Fryderyk.
En 2011, il a enregistré un CD de musique.

### Trio Aristos
Szymon Krzeszowiec, Jakob Kullberg (violoncelliste) et Alexander Øllgaard (altiste) forment depuis 2004 le Trio Aristos. En 2006, cet ensemble a gagné deux concours de musique de chambre: à Copenhague (Danemark) et à Sonderhausen (Allemagne). Au Danemark, le trio a été contacté par le compositeur Per Nørgård qui a demandé aux musiciens de créer quelques-unes de ses œuvres.

### Enseignant
Depuis 1998, il enseigne au Conservatoire National Supérieur Szymanowski de Katowice et au Conservatoire de Musique Szymanowski. Toutes les années à partir de 2004, il donne des master-classes de musique de chambre pendant le Festival International des Arts de Chambre Princess Daisy à Książ (Pologne). Souvent, il donne aussi des master-classes en Pologne et est au jury de concours de musique.

## Discographie
| Année | Détails de l’Album | Pièces enregistrées | Label                                                                                    |
| ----- | --- | --- | ---------------------------------------------------------------------------------------- |
| 2011  | FRATRES Szymon Krzeszowiec - violon Niklas Sivelöv - piano | Igor Stravinsky - Suite d’après les thèmes, fragments et morceaux de Jean-Baptiste Pergolèse Luigi Dallapiccola - Tartiniana Seconda Max Reger - Suite dans le style ancien, op. 93 Arvo Pärt - Fratres Alfred Schnittke - Suite dans le style ancien, op. 80 | DUX 0840                                                                                 |
| 2010  | RAFAŁ AUGUSTYN DO UT DES MUSIC FOR AND WITH QUARTET Agata Zubel - soprano Jan Krzeszowiec - flûte Quatuor Silésien | Rafał Augustyn: Quatuor à cordes no.1 Quatuor à cordes no.2 with flute "Dédication" pour soprano et quatuor à cordes Do ut des pour quatuor à cordes Grand jeté. Quatuor no.2½ avec électro | www.cdaccord.com.pl www.universalmusic.pl ACD 165-2                                      |
| 2010  | ALEKSANDER TANSMAN TOMBEAU DE CHOPIN du trio à l'octuor vol.2 Joanna Liberadzka - harpe Elżbieta Mrożek-Loska - alto Krzysztof Firlus - contrebasse Adam Krzeszowiec - violoncelle Jan Krzeszowiec - flûte Roman Widaszek - clarinette Quatuor Silésien | Alexandre Tansman: Sextuor à cordes pour 2 violons, 2 altos et 2 violoncelles Sonatina da caméra pour flûte, violon, alto, violoncelle et harpe "Tombeau de Chopin" pour quatuor à cordes Trois pièces for clarinet, harp et quatuor à cordes | Association de Promotion de Culture "Alexandre Tansman" www.tansman.lodz.pl              |
| 2010  | STANISŁAW KRUPOWICZ - “SEULEMENT BEATRIX” Quatuor à cordes avec ordinateur Quatuor Silésien | Stanisław Krupowicz: "Variations Adieu" selon un thème de Mozart "Seulement Béatrix" "Prolongement" | Fondation Musica Pro Bono FMPB CD004                                                     |
| 2009  | KALEIDOSCOPE Musique contemporaine polonaise pour violon seul Szymon Krzeszowiec - violon | K. Meyer - Sonata op. 36 S. Moryto - Aria e Chorale P. Szymański - Kaleidoscope for M.C.E K. Penderecki - Cadenza T. Wielecki - Przędzie się nić...II E. Knapik - Filo d’Arianna W. Szalonek - Chaconne-Fantaisie | DUX 0688                                                                                 |
| 2009  | GET STRING Quatuors à cordes contemporains Danois Quatuor Silésien | Jens Voigt-Lund: Circuitous, Mountains (1999) Morten Riis: getString (2009) Christian Winther Christensen: Quatuor à cordes (2002-03) Morten Riis: fromString (2009) Jexper Holmen: Intend/Ascend (2000/02) Morten Riis: useString (2009) Simon Steen-Andersen: Quatuor à cordes (1999) Morten Riis: toString (2009) Simon Christensen: Towards Nothingness (2008) Morten Riis: quitString (2009) | dacapo CD 8.226530                                                                       |
| 2009  | QUATUORS A CORDES / POLOGNE A L'ETRANGER Quatuor Silésien | Joachim Mendelson (1897-1943): Quatuor à cordes no.1 Roman Padlewski (1915-1944): Quatuor à cordes no.2 Simon Laks (1901-1983): Quatuor à cordes no.5 | www.eda-records.com EDA 34                                                               |
| 2008  | ANDRZEJ DZIADEK - œuvres choisies Quatuor Silésien | A. Dziadek: Quatuor à cordes no. 2 | Polskie Radio Katowice PRK CD086                                                         |
| 2008  | HELENA TULVE - LIJNEN Quatuor Silésien et autres artistes | H. Tulve: nec ros, nec pluvia... pour quatuor à cordes | ECM New Series ECM 1955 476 6389 "Bestenliste der Deutschen Schallplattenkritik" 03/2008 |
| 2008  | HENRYK MIKOŁAJ GÓRECKI - QUATUORS A CORDES Quatuor Silésien | H. M. Górecki: Already It Is Dusk, MUSIQUE POUR Quatuor à cordes (Quatuor à cordes no. 1) op. 62 Quasi una Fantasia (Quatuor à cordes no. 2) op. 64 ...songs are sung (Quatuor à cordes no. 3) op.67 | EMI Music Poland EMI 50999 2 36313 2 8                                                   |
| 2008  | ANDRZEJ KRZANOWSKI IN MEMORIAM Quatuor Silésien Agata Zubel - soprano | A. Krzanowski - Audition no. 6 pour soprano et quatuor à cordes W. Widłak - ”Sotto voce”, cinq chansons pour mezzosoprano et quatuor à cordes R. Augustyn - "Dédication" pour soprano et quatuor à cordes A. Krzanowski - Quatuor à cordes no. 1, version B A. Lasoń - "Relief pour Andrzej" | Fondation Musica Pro Bono FMPB CD003                                                     |
| 2008  | ALEKSANDER TANSMAN - OD TRIA DO OKTETU VOL. 1 Musique de chambre Quatuor Silésien Beata Bilińska - piano Piotr Szymyślik - clarinette | A. Tansman: Suite divertissement pour quatuor avec piano Musica a cinque pour piano et quatuor à cordes Musique a six pour clarinette, piano et quatuor à cordes Musique pour clarinette et quatuor à cordes | Association de Promotion de Culture "Alexandre Tansman" CD257                            |
| 2007  | ALEKSANDER LASOŃ Quatuor Silésien | A. Lasoń: Quatuor à cordes no. 1 Quatuor à cordes no. 3 Quatuor à cordes no. 7 | Musica Pro Bono Foundation FMPB CD001                                                    |
| 2006  | PAWEŁ SZYMAŃSKI PIÈCES DE CHAMBRE Quatuor Silésien Krzysztof Jaguszewski - vibraphone Roman Widaszek - clarinette | P. Szymański: Cinq pièces pour quatuor à cordes Compartment 2, Car 7 pour trio à cordes et vibraphone Deux pièces pour quatuor à cordes Recalling a Serenade pour clarinette et quatuor à cordes A Photo from the Birthday Party (Quatuor Silésien avec une ombre de Bartók) | EMI Music Poland EMI 0946 3 84393 2 5                                                    |
| 2006  | ALEKSANDER LASOŃ Quatuor Silésien | Aleksander Lasoń: Quatuor à cordes no. 5 5,5 d’un quatuor à cordes Quatuor à cordes no. 6 20 for 4 | Polskie Radio Katowice PRK CD076                                                         |
| 2005  | REPUBLIQUE Quatuor Silésien CD de l’Année 2005 – Prix du magazine "Hi-fi Muzyka" CD nommé pour le prix Fryderyk | chansons composées par Grzegorz Ciechowski, arrangées par Stefan Sendecki | EMI Music Poland EMI 0946 3 46038 2 9                                                    |
| 2005  | Witold Lutosławski / Witold Szalonek Quatuor Silésien Michał Górczyński - clarinette basse | W. Lutosławski: Quatuor à cordes W. Szalonek : Inside? - Outside? pour clarinette basse et quatuor à cordes Chaconne-Fantaisie pour violon seul | Polskie Radio Katowice PRK CD069                                                         |
| 2004  | ERNEST CHAUSSON Bruno Canino - piano Piotr Pławner - violon Quatuor Silésien | E. Chausson: Concerto en Ré majeur op. 21 pour piano, violon et quatuor à cordes Quatuod à cordes en Do mineur op. 35 | Polskie Radio Katowice PRK CD062                                                         |
| 2004  | ANDRZEJ KRZANOWSKI / ANDRZEJ PANUFNIK Quatuor Silésien Dominik Połoński - violoncelle Elżbieta Mrożek - alto | A. Krzanowski: Relief no. 5 pour violoncelle solo Reminiscenza pour quatuor à cordes, version B Quatuor à cordes A. Panufnik: Trans Of Thought pour sextuor à cordes Song To The Virgin Mary pour sextuor à cordes | Polskie Radio Katowice PRK CD065                                                         |
| 2003  | SALON BIELAJEWA Quatuor Silésien | A. Glazounov – Valse de "Cinq Novelettes" op.15 A. Glazounov - Preludio e Fuga N. Arcybushev - Serenade J. Wihtol - Menuet M. d'Osten-Sacken - Berceuse A. Liadov - Mazurka N. Sokolov - Scherzo A. Liadov - Sarabande A. Borodine - Scherzo A. Glazounov - Courante A. Liadov - Fugue N. Sokolow, A. Glazounov, A. Liadov - Polka | Polskie Radio Katowice PRK CD048                                                         |
| 2003  | MAX E. KELLER Quatuor Silésien | Max E. Keller: Quatuor à Cordes no. 2 (1995) | Musiques Suisses/Grammont Portrait MGB CTS-M 84                                          |
| 2003  | DANCES ...AND AFTER DANCES Quatuor Silésien Ce CD a été nommé pour le prix Fryderyk | Danses: Josef Haydn - String Quartet in D - minor Op. 103 Alexandre Glazounov - Valse de "Cinq Novelettes" op.15 Anatoli Liadov - Mazurka Alexandre Glazounov - Courante Anton Webern - Rondo Dmitri Chostakovitch - Polka: Allegretto (1931) John Cage - Quodlibet Igor Stravinsky - Danse de "Trois Pièces" Astor Piazzolla - Four for Tango ...et après les danses: Giacomo Puccini - Chrysanthèmes Ludwig van Beethoven - Prelude and Fugue in C Major Nikolai Rimski-Korsakov - Fugue "Im Kloster" Hugo Wolf – Sérénade italienne en Sol majeur WW XV/3 Anatoli Liadov - Fugue Franz Schubert – Pièce de Quatuor en Do mineur Krzysztof Penderecki – Quatuor à Cordes no.2 | C&P POLSKIE RADIO KATOWICE S.A PRK CD 054                                                |
| 2003  | ANDRZEJ PANUFNIK / ANDRZEJ KRZANOWSKI Quatuor Silésien Ce CD a été nommé pour le prix Fryderyk | A. Panufnik: Quatuor à Cordes no. 1 Quatuor à Cordes no. 2 Quatuor à Cordes no. 3 A. Krzanowski: Relief IX ”Écossais” pour quatuor à cordes et bande magnétique | Polskie Radio Katowice PRK CD056                                                         |
| 2003  | Witold Szalonek Quatuor Silésien | Witold Szalonek : 1+1+1+1 per 1-4 strumenti ad arco /version pour violon et violoncelle/ Symphonie de rituaux pour quatuor à cordes 1+1+1+1 per 1-4 strumenti ad arco /version pour quatuor à cordes / | Polskie Radio Katowice PRK CD058                                                         |
| 2001  | Johannes Brahms : SONATES POUR PIANO & VIOLON Szymon Krzeszowiec - violon Wojciech Świtała - piano | Johannes Brahms: Sonate en Sol majeur op. 78 Sonate en La majeur op. 100 Sonate en Ré mineur op. 108 | Sony Music Poland SK 87712                                                               |